# Austrått Fort
Austrått Fort ligger i Ørland kommune i Norge ved indsejlingen til Trondhjem og opført under
2. verdenskrig af tyskerne.
Fortet blev bestykket med 3 stk. kanoner på 28,3 cm, deraf et af de tredobbelte tårne fra den tyske slagkrydser Gneisenau, der blev sænket i havnen i Kiel. Kanonerne havde en rækkevidde på 38 km. Fortet er nu museum.
Sammen med Batteri Vara, Fjell fæstning, Batterie Dietl og Trondenes Fort var Austrått blandt de største batterier som blev etableret langs Atlantvolden, den tyske forsvarslinjen mod havet.
Anlægget ligger i nærheden af Austråttborgen, og er omgivet af det fredede Austråttlunden landskapsvernområde i vest, nord og nordøst.

## Konstrukstionsarbejdet
Tårnet består af tre kanoner, og hvert kanonløb vejer over 50 tons. Stålpladerne i kuplen over jorden er 25 centimeter tykke. Kanontårnet vejer i alt over 800 tons; den er drejelig, så kanonerne kan bevæge sig sidelæns, og den går 15 meter og 5 etager ned i bjerget.
Der blev udført et omfattende byggearbejde for at få kanontårnet på plads på Lundahaugen. Skakter blev sprængt ud i bjerget og rundt om skakten til tårnrummene blev der støbt til ammunitionslagre, et kraftværk og til brændstof- og vandtanke. I samme område blev der også bygget indretningsrum til hele tårnbesætningen. Disse bjerganlæg havde deres egne indgange i bjerget under tårnet. Et større ventilationssystem gav luft til besætningen og til dieselmotorerne i motorstationen.
3-400 jugoslaviske krigsfanger blev brugt som arbejdskraft . I alt var der 640 jugoslavere i Austrått under krigen, som var anbragt i Austråttlejren, en elendig fangelejr, der lå på sletten øst for tårnet, langs vejen til Austråttborgen. Slavearbejderne blev behandlet hårdt, og mange blev dræbt under arbejdet. Til transport af materiel fra Tyskland til Austrått blev der benyttet danske jernbanefærger, som lagde til i Jektvika.

## Operativt brug
Austrått Fort havde benævnelsen MKB Örlandet og var en del af Gruppe Örland 507 (MKB 4/MAA 507). Kommandocentralen lå i Lerberen (S446) hvor afstand og pejling blev udført, samt udregning af skydedata. Disse data blev overført elektronisk til kanontårnet på Lundahaugen. Kommandocntralen havde også telefonisk kontakt med de andre installationer på Hovde, Hoøya (HKB 18/975), Storfosna (HKB 19/975) og Tarva (MKB1/507 Husöen).
Tårnet blev bemandet af 10 officerer/befalingsmænd og 107 menige. Kommandopladsen på Lerberen havde en bemandning på ca. 30. I tillæg kom besætning til det øvrige skyts på stedet, en mindre nærforsvarsstyrke og administrativt personel.
Tårnet var klar til brug i 1943 og blev prøveskudt i august samme år. Kystfortet kom aldrig i kamp.

## Efter 1945
Batteriet blev prøveskudt den 2. oktober 1945, dengang med tysk besætning og norske og engelske observatører. I sensommeren 1948 blev der afgivet prøveskud med 8,8 cm indvendige kanoner. Fuldkaliberskydning blev gennemført i 1953. I 1945 blev batteriet underordnet kystartilleribrigaden Trøndelag og senere døbt Agdenes fæstning .
Batteriet var en del af kystartilleriet indtil det blev nedlagt i 1968, men blev bibeholdt indtil 1977.I 1990 ydede det norsk forsvarsministerium 1,1 millioner norske kroner til restaurering af fortet.
Anlægget administreres af Forsvarsbygg . Anlægget er åbent for turister om sommeren med guidede ture. Ture uden for sæsonen kan bestilles hos Ørland kommune.